# 石川県七尾美術館
石川県七尾美術館（いしかわけんななおびじゅつかん、英語: Ishikawa Nanao Art Museum）は、石川県七尾市にある、公益財団法人七尾美術財団が指定管理者として管理運営を行う美術館である。

## 概要
能登半島唯一の総合美術館として1995年（平成7年）4月28日に開館し、同年4月29日に正式にオープンした。設計者は内井昭蔵建築設計事務所。収蔵品の中心は七尾市の名誉市民である池田文夫からの遺贈品であり池田コレクションと称される。また、毎年七尾出身で桃山時代に活躍した絵師長谷川等伯（代表作：国宝「松林図屏風」東京国立博物館蔵）とイタリア・ボローニャ国際絵本原画展の特別展が行われる。館長は石川県立美術館の嶋崎丞が兼任する。
2024年（令和6年）1月1日に発生した能登半島地震では、断水、第2展示室の作品の一部破損などの被害が発生した。

## 交通アクセス
最寄駅
七尾駅（JR七尾線・のと鉄道七尾線）下車、車で5分。
バス
七尾市コミュニティバスまりん号： 「七尾美術館前」バス停下車、徒歩すぐ。